# Croviana
Croviana (Solander: Croviànå, deutsch veraltet: Korfelan oder Karfenian) ist eine norditalienische Gemeinde (comune) im Trentino in der Region Trentino-Südtirol mit 689 Einwohnern (Stand: 31. Dezember 2023). Die Gemeinde liegt etwa 34,5 Kilometer nordwestlich von Trient am Noce und gehört zur Talgemeinschaft Comunità della Valle di Sole.

## Denkmäler und Sehenswürdigkeiten

### Religiöse Architektur
Kirche San Giorgio. Die Kirche, die an der Hauptstraße liegt, ist interessant wegen ihrer Architektur und der darin enthaltenen Kunstwerke. Sie wird bereits im 14. Jahrhundert erwähnt und wurde Ende des 15. oder Anfang des 16. Jahrhunderts im schönen gotischen Stil neu erbaut. Das Fresko im Tympanon (Sankt Georg; im Hintergrund die Burg von Caldes) stammt aus dem Jahr 1611. Der Grabstein neben der Tür ist von 1551. Das Innere hat ein Langhaus: die Rippen des Gewölbes ruhen auf Halbsäulen ohne Kapitelle oder im Chor auf anthropomorphen Konsolen. Die Dekoration ist floral. Bemerkenswert ist die barocke Kapelle der Familie Pezzen, die diese reichlich mit ihrem Wappen schmückten. Das Gewölbe und die Lünetten zeigen Fresken von 1661 mit Darstellungen von Geschichten der Madonna und musizierenden Engeln (achten Sie auf die Details). Der hölzerne Altar wurde 1613 von G.B. Pezzen, Baron von Altspaur und Belfort, gestiftet. Er enthält ein schönes Altargemälde aus dem 17. Jahrhundert der Madonna mit den Heiligen Georg und Margaretha. Rechts von der Kapelle hängt eine bemalte Tafel (18. Jahrhundert) mit der gekrönten Madonna und den Heiligen Georg, Margaretha, Sebastian und Roch.

### Militärische Architektur
Burg von Croviana. In der Nähe der Kirche befindet sich die barocke Burg der Familie Pezzen aus dem 17. Jahrhundert, die aus dem Veltlin stammte. Die edle Residenz verfügt über einen quadratischen Turm im Nordosten, einen Eckturm, ein schönes barockes Portal, Freskenreste und einen großen Saal. Nach den Pezzen gehörte die Burg den Familien Thun und später Taddei de Salis aus Tirano. Eine kuriose Episode erzählt von einem monumentalen Ofen in der Burg, in dem sich ein Freikorpsfreiwilliger nach der unglücklichen Schlacht von Malé am 20. April 1848 mehrere Tage versteckte – mit Hilfe der de Salis, bekannter lombardischer Patrioten. In den Kellergewölben soll ein Schatz verborgen sein und die Seelen der „bösen Burgherren“ in Frösche verwandelt sein.
Neben der Kirche steht auch ein Denkmal für die Gefallenen, das an die Opfer des Ersten und Zweiten Weltkriegs aus dem Ort erinnert.

### Flugplatz Croviana
In Croviana gab es auch einen Flugplatz, der 1917 von den Österreichern hastig errichtet wurde, indem Holzbohlen auf einer Wiese in einer Lichtung verlegt wurden. Dies war die Basis, von der aus während des Ersten Weltkriegs Flugzeuge starteten, um die italienischen Soldaten und ihre Bewegungen an der lombardischen Grenze auszuspionieren und zu fotografieren. Der Flugplatz von Croviana, heute vergessen, ist kaum mehr als ein weißer Streifen im Grün, das die wenigen Häuser des Ortes umgibt.

## Kultur

### Bildung
Grundschule Croviana „Bartolomeo Pezzen“
Das Schulgebäude in Croviana befindet sich in einer neu errichteten Struktur, die funktional und gut organisiert gestaltet wurde. Die Schule erstreckt sich über vier Stockwerke und verfügt über sieben Klassenräume, ein Computerlabor, ein Praktikumsraum, ein Förderzimmer, eine Turnhalle, die auch von externen Nutzern verwendet wird, sowie eine Schulkantine. Die Schule besitzt außerdem ein eigenes Photovoltaiksystem.[1]
Die Schule liegt im Zentrum von Croviana und gehört zum Schulverbund „Istituto Comprensivo Bassa Val di Sole G. Ciccolini“, der die Grundschulen von Croviana, Malé, Caldes, Dimaro und Rabbi sowie die Sekundarschule erster Stufe in Malé umfasst.
Der Schulcode lautet TNEE833036.

### Bienenmuseum MMape (Mulino Museo dell’Ape)
Das Bienenmuseum MMape, eröffnet 2014, befindet sich in einer alten Mühle im Naturschutzgebiet Ontaneta von Croviana. Dieses Museum wurde durch die Zusammenarbeit der Gemeinde Croviana, des Imkervereins und der Edmund Mach Stiftung ins Leben gerufen, mit dem Ziel, die Bergimkerei und die komplexe Welt der Bienen zu fördern und wertzuschätzen.
Das MMape bietet den Besuchern ein einzigartiges interaktives Erlebnis, bei dem sie das Verhalten der Bienen und ihre wichtige Rolle im Ökosystem entdecken können. Durch geführte Rundgänge erfahren Besucher mehr über den Lebenszyklus der Bienen, die Gefahren, denen sie täglich ausgesetzt sind, und können an Verkostungen verschiedener regionaler Honigsorten teilnehmen.
Das Museum ist zudem Sitz des Imkervereins der Täler Sole, Peio und Rabbi, der über 140 kleine Imker der Region unterstützt. Das MMape engagiert sich für die Sensibilisierung der Öffentlichkeit für die Bedeutung des Schutzes dieser Insekten, die grundlegend für die Biodiversität und die Nahrungsmittelproduktion sind.

## Verkehr
Durch die Gemeinde führt die Strada Statale 42 del Tonale e della Mendola von Treviglio nach Bozen. Der Bahnhof von Croviana liegt an der Bahnstrecke Trient-Malè-Marilleva.

## Verwaltung
| Amtsbeginn         | Amtsende           | Name            | Liste                            | Amt             |
| ------------------ | ------------------ | --------------- | -------------------------------- | --------------- |
| 4. Juni 1995       | 14. Mai 2000       | Flavio Sartori  | „Insieme“ Bürgerliste            | Bürgermeister   |
| 14. Mai 2000       | 9. Mai 2005        | Flavio Sartori  | „Insieme“ Bürgerliste            | Bürgermeister   |
| 9. Mai 2005        | 16. Mai 2010       | Flavio Sartori  | „Insieme“ Bürgerliste            | Bürgermeister   |
| 16. Mai 2010       | 10. Mai 2015       | Laura Ricci     | „Croviana partecipa“ Bürgerliste | Bürgermeisterin |
| 10. Mai 2015       | 21. September 2020 | Laura Ricci     | „Croviana partecipa“ Bürgerliste | Bürgermeisterin |
| 21. September 2020 | 4. Mai 2025        | Gianluca Valorz | „Vivi Croviana“ Bürgerliste      | Bürgermeister   |
| 4. Mai 2025        | im Amt             | Gianluca Valorz | „Vivi Croviana“ Bürgerliste      | Bürgermeister   |